# Achilles ’29
Der Rooms-katholieke Sportvereniging Achilles ’29 (deutsch Römisch-katholischer Sportverein Achilleus ’29) ist ein niederländischer Fußballverein aus Groesbeek. 2013 stieg der Verein in die Eerste Divisie auf. Die Vereinsfarben sind Schwarz und Weiß. Achilles ’29 nutzt seit seiner Gründung 1929 für die Heimspiele den Sportpark De Heikant am Ostrand der Stadt, der ungefähr 4.500 Zuschauer fasst.

## Erfolge
- Niederländischer Amateurmeister: 2012
- Topklasse Sonntagmeister: 2012, 2013
- Hoofdklasse Sonntagmeister: 1983, 2006, 2008
- Niederländischer Amateurpokalsieger: 2011
- Districtspokalsieger: 2006, 2011
- Niederländischer Amateursupercupsieger: 2011

## Trainer (unvollständig)
| Name                | Zeitraum  |
| ------------------- | --------- |
| Ron Schrier         | 1999–2002 |
| Eric Meijers        | 2002–2012 |
| Jan van Deinsen     | 2012–2013 |
| François Gesthuizen | 2013–2015 |
| Eric Meijers        | 2015–2018 |
| Frans Derks         | 2018      |
| Arno Arts           | 2018–     |